# Atractus modestus
Atractus modestus är en ormart som beskrevs av Boulenger 1894. Atractus modestus ingår i släktet Atractus och familjen snokar. IUCN kategoriserar arten globalt som sårbar. Inga underarter finns listade.
Arten förekommer i 2100 till 2560 meter höga bergstrakter i Peru och västra Ecuador. Honor lägger ägg.